# GPS로 인한 사망
GPS로 인한 사망은 GPS 안내나 GPS 지도를 따른 것이 부분적으로 원인이 되어 사람들이 사망하는 것을 말한다. GPS로 인한 사망은 캘리포니아주 데스 밸리에서 여러 건의 사망 사고로 주목받았고, 캘리포니아주 남동부 조슈아트리 국립공원에서 길을 잃은 하이킹객과 워싱턴주, 오스트레일리아, 잉글랜드, 이탈리아 및 브라질에서 발생한 사건들에서도 언급되었다.

## 원인
GPS 안내를 따르다가 길을 잃거나, 부상을 당하거나, 사망하는 데에는 여러 가지 이유가 있다. 아래 나열된 이유에는 도움을 요청할 수 있는 통신 시스템이 작동하지 않는 경우가 포함될 수 있다. 따라서 운전자나 하이킹객은 도로를 벗어나거나 외딴, 통행 불가능한 또는 위험한 지역으로 들어설 수 있다. 또한 GPS에 의존하다가 차량의 연료가 떨어지거나, 갇히거나, 고장 나거나, 위험한 기후나 기상 조건에 굴복하거나, 길을 잃을 수도 있다.
- 턴바이턴 안내를 무비판적으로 수용하여, 도로 표지판, 신호, 장벽, 지형 등 눈앞의 상황보다 내비게이션 시스템에 더 주의를 기울이는 경우[2][3]
- GPS에 표시되지 않은 위험한 조건(예: 현지 기후나 기상 조건, 공사, 폐쇄되거나 통행 불가능하거나 위험한 도로)에 대한 익숙함 부족 또는 인지 부족
- GPS에서 제공하는 지침과 함께 사용하거나 대신 사용할 수 있는 최신, 정확한 인쇄 지도 또는 인쇄 지침의 부족
- 오래되거나 부정확한 GPS 지도
- GPS 안내가 경로의 항해 가능 여부와 상관없이 위치 간의 최단 거리를 반영하는 경우

앨런 린은 2017년에 발표된 연구에서 이러한 사고의 주요 주제와 내비게이션 기술이 사고에서 수행한 역할에 대한 체계적인 분석을 제공했다.

## 제안된 해결책
매튜 맥켄지는 GPS로 인한 사망을 방지하기 위한 몇 가지 주의 사항을 제시한다. "GPS와 다른 모바일 기기를 사용해야 하는 방식으로 사용하라. 단순히 편리함을 위한 도구로. 실제 지도를 휴대하고, 현지 기후를 이해하며, 안내가 '이상하다'고 느껴지면 주저하지 말고 돌아서서 왔던 길로 되돌아가라." 미국 국립공원관리청은 공식 데스 밸리 국립공원 웹사이트의 길찾기 및 교통 페이지에 다음 메시지를 게시했다.
GPS 내비게이션 사용
데스 밸리와 같은 외딴 지역으로 가는 GPS 내비게이션은 믿을 수 없을 정도로 부정확하다. 수많은 여행자들이 잘못된 위치나 심지어 막다른 길 또는 폐쇄된 도로로 안내되었다. 여행자들은 GPS 안내의 정확성을 확인하기 위해 항상 최신 도로 지도를 소지해야 한다.
차량 GPS 내비게이션 시스템에만 의존하지 마십시오.

## 사건
- 2011년 3월, 브리티시컬럼비아 출신의 한 부부가 북부 네바다에서 GPS의 안내를 따라 길을 벗어난 후 사망했다.[9]
- 2022년 9월, 노스캐롤라이나 출신의 한 남성이 GPS의 안내를 따라 작동하지 않는 다리로 갔다가 개울로 떨어져 사망했다.[10][11][12]

## 같이 보기
- 자동화 편향
- 제임스 김, 종이 도로 지도의 지시를 따르다가 산길에 고립되어 사망한 미국인 남성
- 포켓몬 GO 관련 사건사고
- 셀카 관련 부상 및 사망자 목록